# Thời khóa biểu

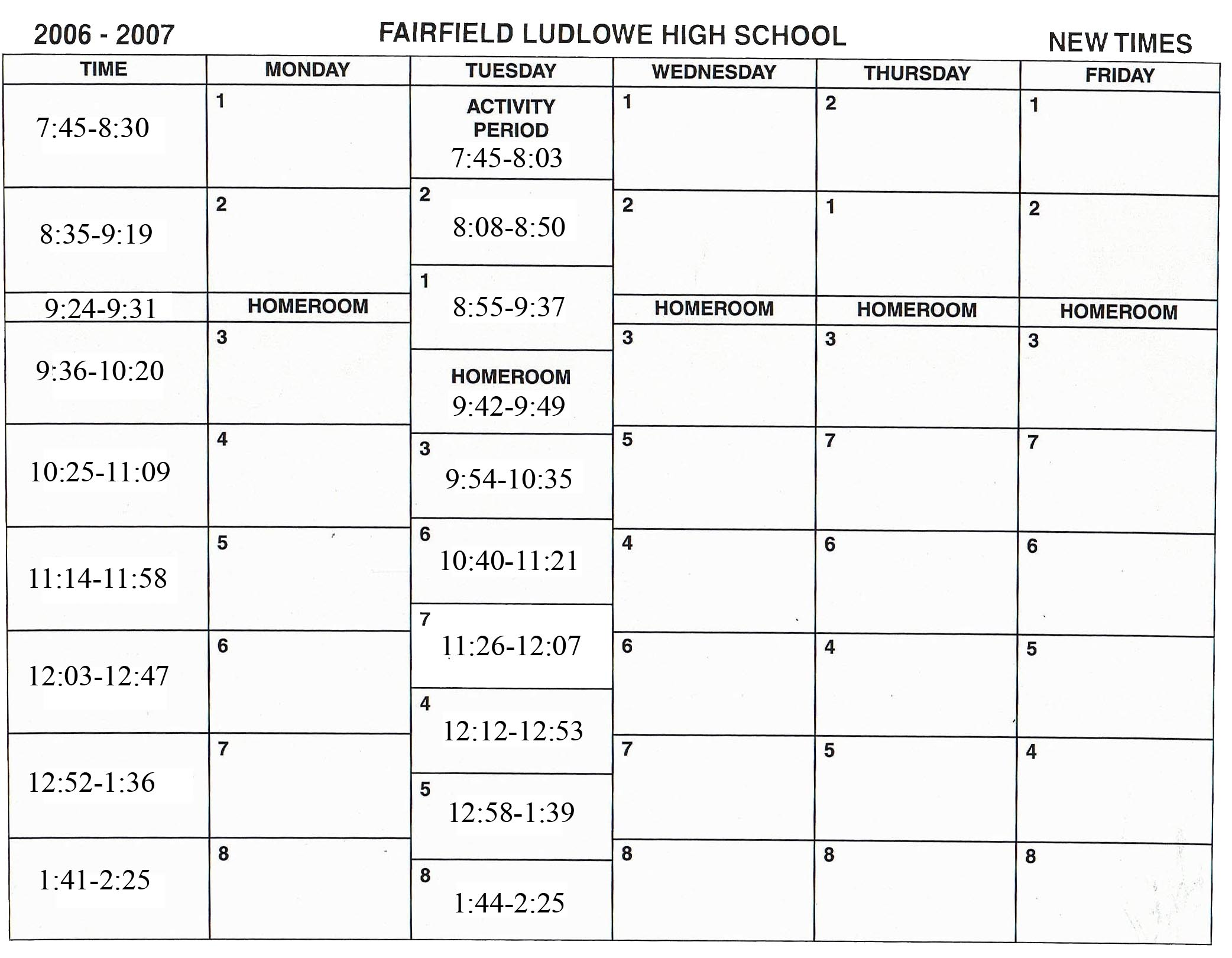
Bảng thời khóa biểu trống thể hiện sự phân bổ vị trí - thời gian.

Thời khóa biểu là một cuốn lịch dùng để bố trí người học và người dạy vào các lớp học và buổi học trong ngày. Các yêu tố khác bao gồm môn học của lớp và dạng lớp học có sẵn (ví dụ như phòng thí nghiệm khoa học).
Thời khóa biểu thường xoay vòng mỗi tuần hoặc 2 tuần/lần. Cụm từ "thời khóa biểu" theo nghĩa rộng chỉ đến cả trường tiểu học và trường trung học, trong đó các trường cấp 1 thường có cơ cấu đơn giản. Đối với môi trường đại học – cao đẳng người ta gọi đơn giản là lịch học.